# هوراشيو سي وود جونيور
هوراشيو سي وود جونيور (بالإنجليزية: Horatio C Wood, Jr.)‏ هو عالم نبات وطبيب وعالم حشرات أمريكي، ولد في 13 يناير 1841 في فيلادلفيا في الولايات المتحدة، وتوفي بنفس المكان في 3 يناير 1920 بسبب ذات الرئة.